# Ken Gipson
Ken Martin Gipson (* 24. Februar 1996 in Ludwigsburg) ist ein deutsch-US-amerikanischer Fußballspieler. Er steht seit Sommer 2022 beim FC Carl Zeiss Jena unter Vertrag.

## Werdegang
Der gelernte Rechtsverteidiger Gipson spielte von 2010 bis 2015 in der Jugend des VfB Stuttgart. 2012 musste er jedoch für 18 Monate pausieren, nachdem er sich in einem U17-Spiel gegen den 1. FSV Mainz 05 so schwer verletzt hatte, dass es sogar zum Spielabbruch kam. Ab der Saison 2013/14 gehörte er zum festen Kader der U19.
Im Juni 2015 unterschrieb Gipson einen Profi-Vertrag bis 2018 bei RB Leipzig. Kurz nach dem Wechsel verletzte er sich im Training und musste so zu Beginn der Saison passen. Erste Erfahrungen sammelte er nach seiner Verletzung in sieben Spielen für die zweite Mannschaft von RB Leipzig in der Regionalliga Nordost. Seinen ersten Pflichtspieleinsatz für die erste Mannschaft hatte Gipson am 1. November 2015 im Zweitliga-Spiel gegen den SV Sandhausen, bei dem er auch gleich eine gelbe Karte kassierte. Zuvor hatte er bereits im Benefiz-Testspiel gegen Werder Bremen Anfang Oktober auf dem Platz gestanden, musste aber erneut verletzungsbedingt ausgewechselt werden.
Zur Saison 2017/18 wechselt Gipson zum SV Sandhausen, er erhielt dort einen Vertrag auf zwei Jahre mit Option auf ein weiteres. Da diese nicht gezogen wurde, verließ Gipson den SVS nach nur vier Ligaspielen in zwei Jahren zum Saisonende 2018/19 und unterschrieb Ende August 2019 einen Zweijahresvertrag beim Drittligisten SG Sonnenhof Großaspach.
Im August 2022 wechselte er in die Regionalliga Nordost zum FC Carl Zeiss Jena. Im Sommer 2025 kehrte er zum SV Sandhausen zurück.
Obwohl Gipson neben dem deutschen auch den US-amerikanischen Pass besitzt, entschied er sich für den Start in der U15- und der U16-Nationalmannschaft Deutschlands.